# 利维奥·迈坦
‌
利维奥·迈坦（義大利語：Livio Maitan；1923年4月1日—2004年9月16日）是意大利的一个托洛茨基主义者，曾任第四国际领导人。
迈坦出生于威尼斯，曾在帕多瓦大学文理学院学习古典文学，还曾在威尼斯当足球运动员。1947年，加入第四国际。1949年，参与建立革命共产主义团体。1951年，成为第四国际领导人。米歇尔·帕布洛离开第四国际后，他成为所谓第四国际“曼德尔—弗朗克—迈坦”领导层的一员。1989年，他领导的革命共产主义团体并入无产阶级民主；1991年，无产阶级民主并入共产主义重建运动，不久，共产主义重建运动改组为重建共产党，他也成为重建共产党成员，领导重建共产党内部的托洛茨基主义派系“红旗”。1991年—2002年，他是重建共产党的领导人之一。2004年，他在罗马逝世，得年81岁。
直到去世前，他一直参与国际足球联合会的所有领导机构。他是一位足球狂热分子，70多岁时，仍然每周踢足球。